# 磐戸村
磐戸村（いわどむら）は群馬県の南西部、甘楽郡に属していた村。

## 地理
- 河川：南牧川、檜沢川、大塩沢川

## 歴史
- 1889年（明治22年）4月1日 町村制施行により、磐戸村、千原村、小沢村、大塩沢村、檜沢村が合併し北甘楽郡磐戸村が成立する。
- 1950年（昭和25年）4月1日 北甘楽郡が甘楽郡と改称する。
- 1955年（昭和30年）3月15日 月形村、尾沢村と合併し南牧村を新設する。